# Mactaris
Koordinaten: 35° 51′ N, 9° 12′ O

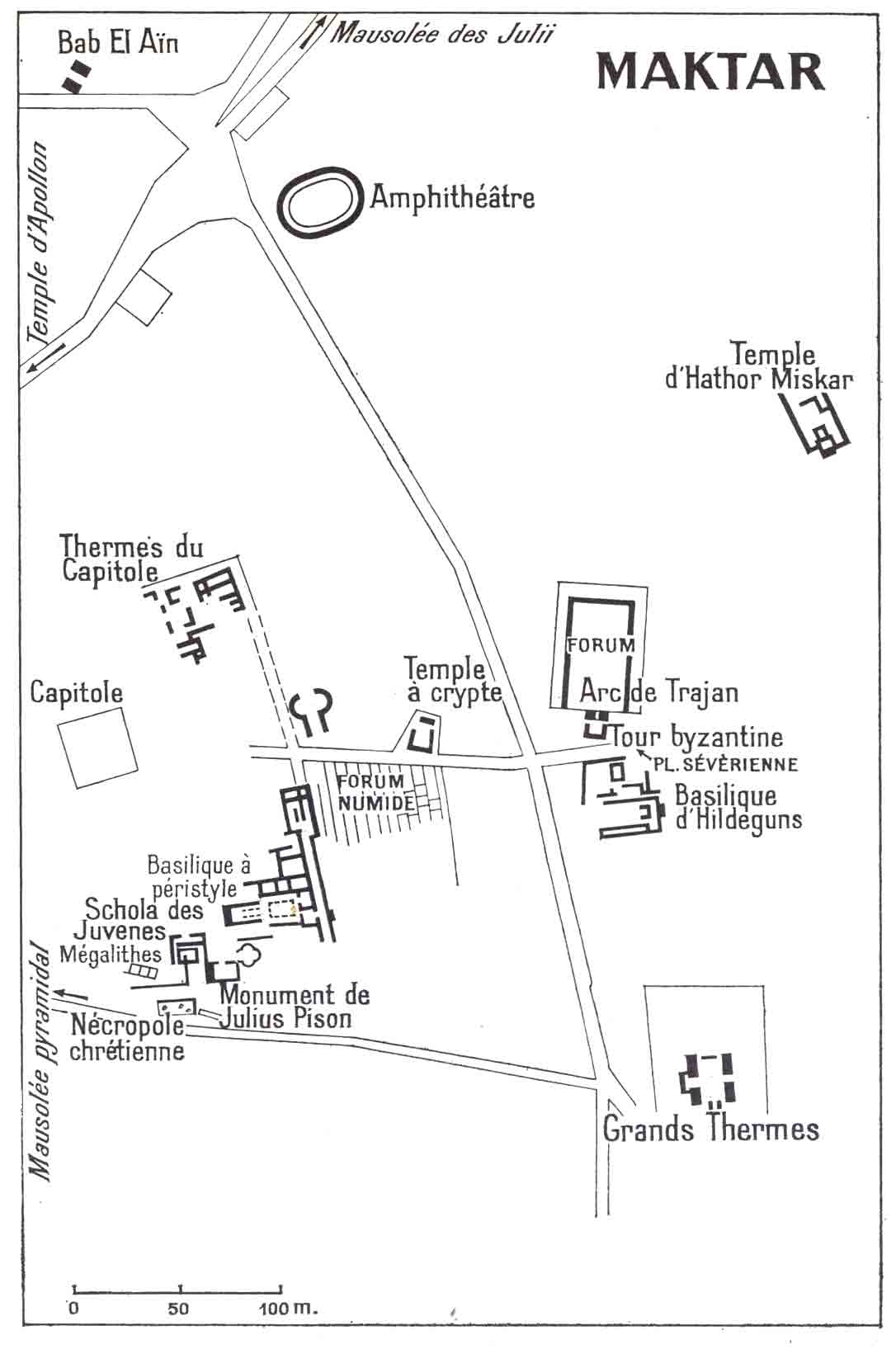
Plan von Mactaris

Mactaris (neupunisch Mktʽrm) war eine antike Stadt in der römischen Provinz Africa Byzacena, etwa 150 km südwestlich von Karthago gelegen beim heutigen Ort Maktar (arabisch مكتر) in Tunesien.

## Geographie
Mactaris liegt gut 70 km südöstlich von El Kef am Rand eines 900 m hohen Plateaus, das vom Oued Saboun, einem Nebenfluss des Medjerda, entwässert wird.

## Geschichte

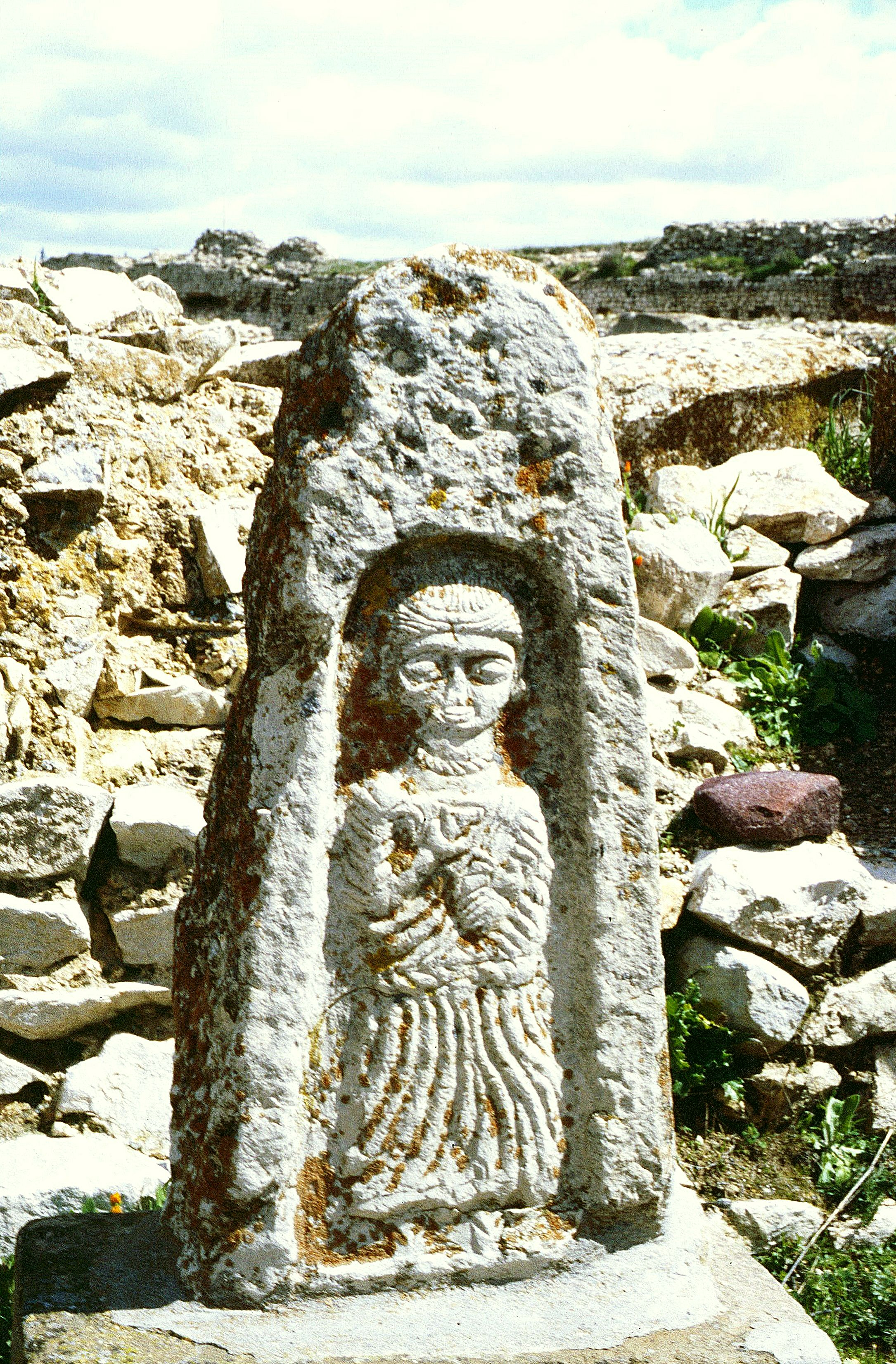
Punische Figur

Im 3. Jahrhundert v. Chr. errichteten die Numidier in der strategisch günstigen Lage eine Festung, die die Handelswege zwischen Sbeitla, Kairouan und El Kef kontrollieren sollte. Die Niederlassung wuchs rasch zu einer größeren Siedlung heran, die sich unter Massinissa zu einem Zentrum Numidiens entwickelte. Nach dem Fall Karthagos strömten zahlreiche punische Flüchtlinge nach Maktar, die ihre Kultur und ihre Fertigkeiten mitbrachten. Bauwerke, Verwaltungssystem und Sprache wurden stark karthagisch beeinflusst. Davon zeugen viele punische Inschriften und Figuren, aber auch die Überreste von Tempeln.
Im Jahr 46 v. Ch. wurde Maktar römisch, behielt jedoch die punische Verwaltung und Regierung mit der Einteilung in Sufeten bei, während sich die zugewanderten Römer im Pagus zusammenschlossen. Der Aufschwung der Stadt setzte sich fort. Als Umschlagplatz für Getreide, Olivenöl, Vieh und Textilien und als Verkehrsknotenpunkt zwischen Karthago, Sufetula, Thugga und Tebessa wuchs Mactaris zu einer der reichsten Städte der Provinz heran.
Erst unter Trajan (97–117) hatte sich die Romanisierung der Stadt durchgesetzt. Sie bekam eine einheitliche römische Verfassung und den Status einer Colonia verliehen, wodurch alle Bewohner automatisch das römische Bürgerrecht erhielten. Die Reichsteilung von 395, die den Untergang des Römischen Reiches einleitete, beeinflusste auch Maktar. Der Verfall konnte unter Diokletian (284–305) noch einmal aufgehalten werden. Maktar überstand den Einfall der Vandalen und wurde zu einer wichtigen byzantinischen Festung. In der Spätantike war Mactaris Bistum, darauf geht das Titularbistum Mactaris zurück. Die Christianisierung dokumentierte sich im Bau zahlreicher Kirchen. Der verheerende Raubzug der Beni Hilal (1050) führte zum endgültigen Untergang der Stadt.
1914 begannen archäologische Grabungen der Franzosen, unter anderem mit deutschen Kriegsgefangenen, und wurden ab 1944 in großem Maßstab weitergeführt. Obwohl bis heute noch nicht alles freigelegt werden konnte, zählt das Ruinengelände, insbesondere wegen seiner Thermen und der Schola der Juvenes, zu den sehenswertesten antiken Stätten Tunesiens.

## Bauten

### Forum

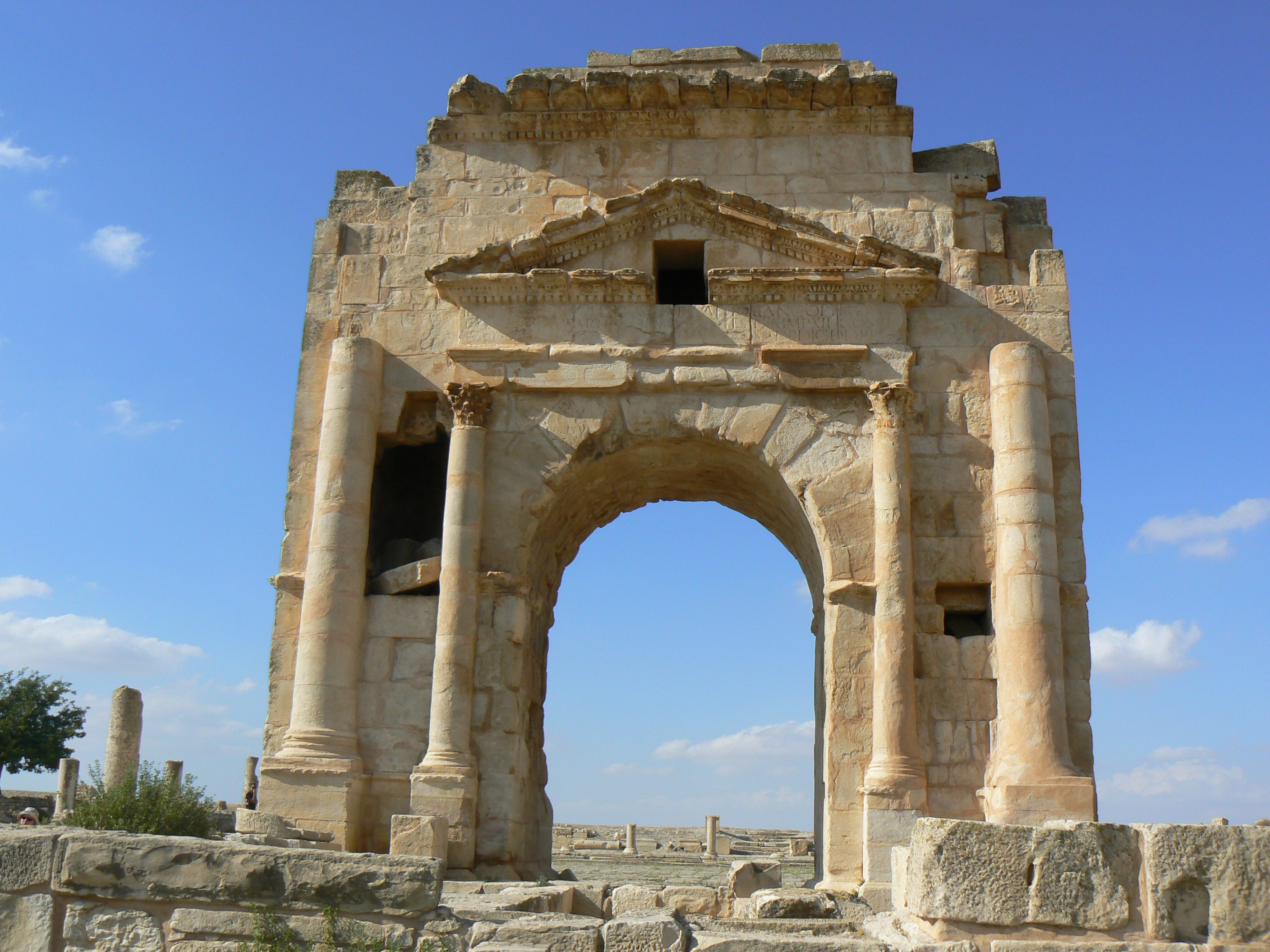
Trajansbogen

Der rechteckige, gepflasterte Versammlungsplatz wurde im 2. Jahrhundert für die römische Bevölkerung gestaltet, während die einheimische Bevölkerung 50 m südwestlich ein eigenes Forum hatte. Der Platz war von einer Portikus umgeben. An seiner Südseite steht der mächtige und gut erhaltene Trajansbogen.

### Trajansbogen
Der Trajansbogen wurde von Bürgern der Stadt 116 n. Chr. anlässlich der Verleihung des römischen Bürgerrechts an Teile der lokalen Elite von Mactaris unter Trajan errichtet.

### Thermen

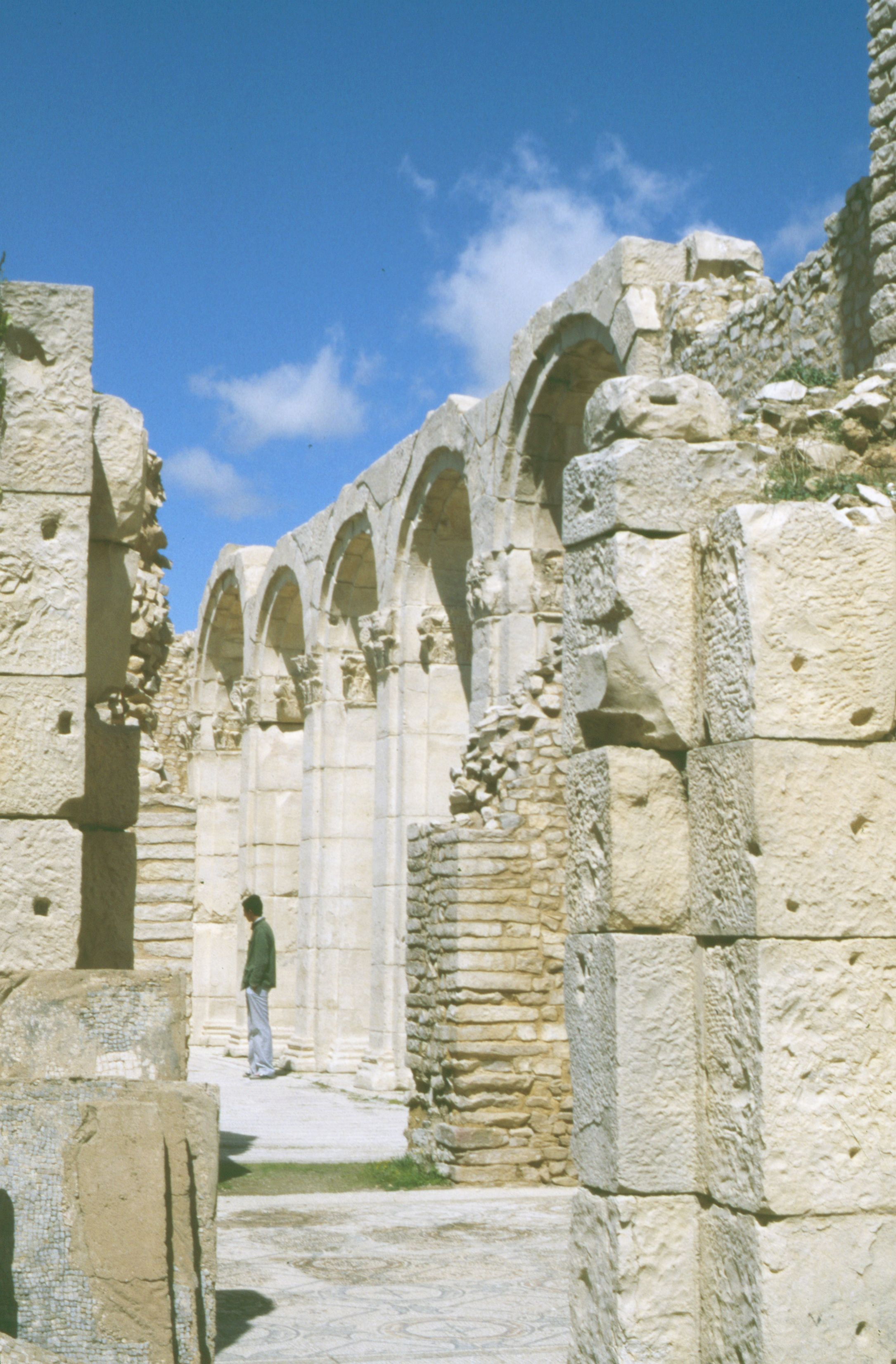
Große Thermen

Die Großen Thermen gehören zu den besterhaltenen Anlagen dieser Art in Nordafrika. Die Wände des Frigidariums ragen bis zu 15 m empor. Der Bau entstand um das Jahr 200 n. Chr. und ist mit orientalisch wirkendem Rankenwerk an den Kapitellen und mit einem schönen Fußbodenmosaik ausgeschmückt.

### Schola der Juvenes

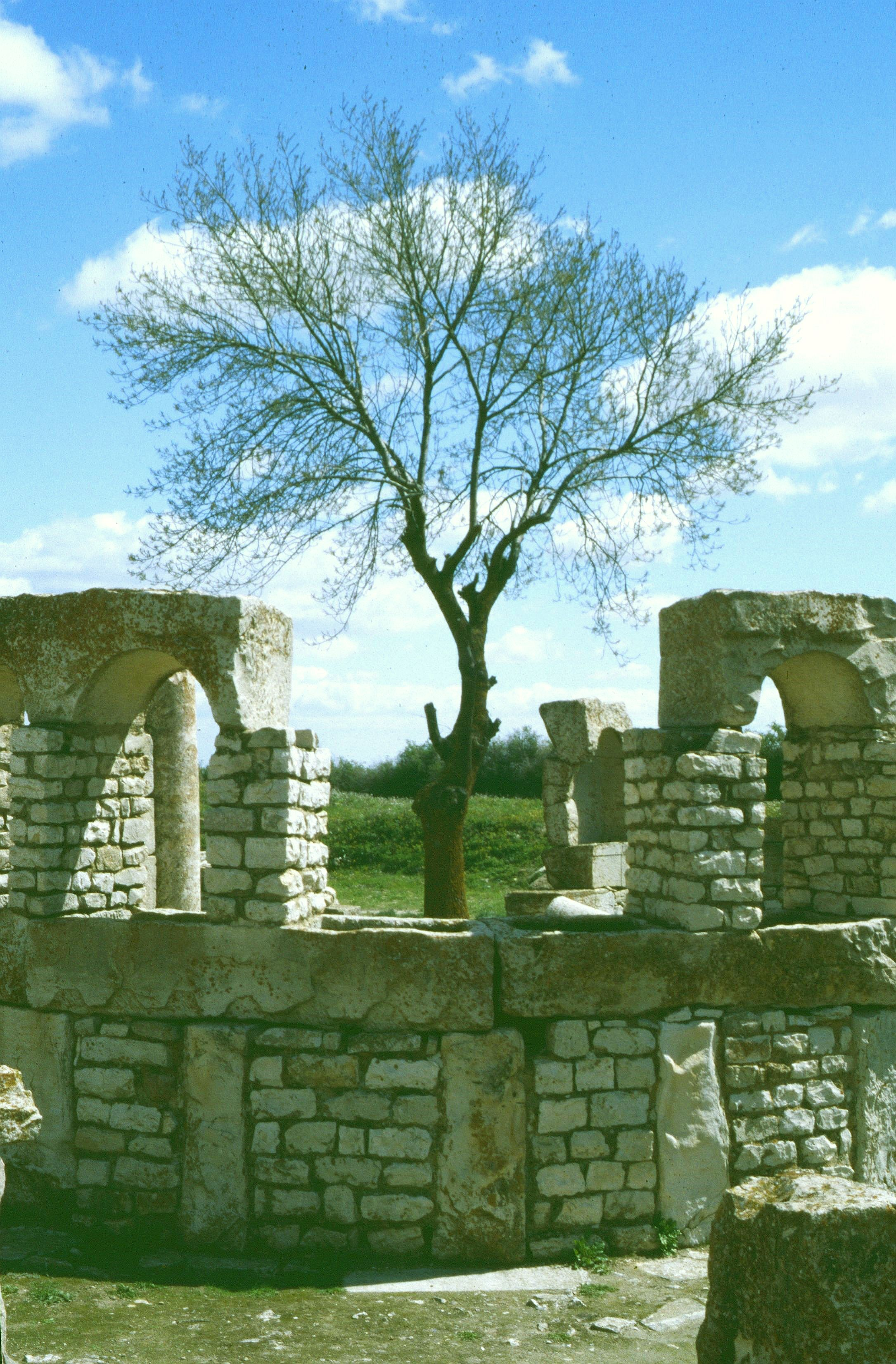
Schola Juvenum (Detail)

Der 88 n. Chr. begonnene und um das Jahr 200 vollendete Baukomplex war der Treffpunkt der „Jugendorganisation“, einer Art Miliz der jungen Männer, die gewisse Polizeiaufgaben wahrnahm, besonders das Eintreiben von Steuern. In Maktar bestand sie aus etwa 70 Mitgliedern. Die Organisation spielte hier wie in anderen römischen Provinzstädten zeitweise eine wichtige Rolle. Zum Eintritt in den gehobenen militärischen Dienst war die Mitgliedschaft in der streng geführten Organisation Voraussetzung. Auf dem Lehrplan der Schola standen neben paramilitärischen Übungen und Sport auch Fächer wie Warenkunde, Finanzwesen, Politikwissenschaft und Kultur. Im Lauf der Zeit erhielt die Bruderschaft immer mehr Einfluss, da sich die reichen Bürger der Provinzstädte mit ihrer Hilfe gegen die Machtansprüche der Zentralregierung wehrten. So konnte sie sogar im Jahr 238 die Wahl Kaiser Gordians I. gegen den vom römischen Senat gewählten Kaiser Maximinus Thrax durchsetzen. Allerdings erfuhr die Organisation danach Verfolgung und schließlich die Zerschlagung und die Zerstörung der Gebäude. Unter Kaiser Diokletian wurde die Schola wieder restauriert. Das ursprüngliche Gebäude, die sogenannte Basilika, wurde in der christlichen Ära als Kirche genutzt, wobei ein punischer Sarkophag aus der benachbarten Nekropole als Altar diente.